# الخطوط العامة لأمن الحاسوب
القائمة التالية من القوائم التي تُقدَّم كلمحة عامة ودليل موضعي حول أمن الحاسوب:

## جوهر أمن الحاسوب
يمكن وصف أمن الحاسوب بكل مما يلي:
- فرع من أمن
- أمن الشبكات
- أمن التطبيقات

## مجالات أمن الحاسوب
- تحكم بالوصول – تقييد انتقائي للوصول إلى مكان أو مورد آخر. قد يعني فعل الوصول الاستهلاك أو الدخول أو الاستخدام. ويُطلق على الإذن بالوصول إلى مورد ما اسم التفويض.

- التحكم بالوصول للحاسوب – يتضمن التفويض، والمصادقة، والموافقة على الوصول، والتدقيق.

مصادقة (حوسبة)
- المصادقة المعتمدة على المعرفة
- المصادقة المتكاملة في ويندوز
- كلمة سر

- تلصص على كلمات المرور
- المصادقة الآمنة بكلمات المرور

- بروتوكول النقل الآمن
- كيربيروس
- إس بي إن إي جي أو
- إن تي إل إم إس إس بي
- إيجيس سيكيور كونكت
- تاكاس

- أمن الحاسوب
- بصمة الآلة
  - أمن مادي – حماية الممتلكات والأشخاص من التلف أو الأذى (مثل السرقة، أو التجسس، أو الهجمات الإرهابية). ويشمل تدابير أمنية مصممة لمنع الوصول غير المصرح به إلى المنشآت (مثل غرفة الحواسيب)، أو المعدات (مثل حاسوبك)، أو الموارد (مثل أجهزة تخزين البيانات والبيانات الموجودة في حاسوبك). فإذا تمّت سرقة الحاسوب، تُسرق البيانات معه. إضافة إلى السرقة، فإن الوصول الفيزيائي إلى الحاسوب يسمح بأعمال تجسس مستمرة، مثل تثبيت جهاز مسجل مفاتيح الأجهزة، وما إلى ذلك.
- أمن البيانات – حماية البيانات، مثل قواعد البيانات، من القوى التخريبية والإجراءات غير المرغوب فيها من قبل المستخدمين غير المخوّلين.[1]
- خصوصية المعلومات – العلاقة بين جمع البيانات ونشرها، والتكنولوجيا، وتوقع الخصوصية لدى الجمهور، والمسائل القانونية والسياسية المرتبطة بها. تنشأ مخاوف الخصوصية أينما يتم جمع وتخزين معلومات شخصية أو معلومات حساسة أخرى – سواء كانت بشكل رقمي أو غيره. وقد يكون غياب أو سوء التحكم في الإفصاح هو السبب الجذري للمشاكل المتعلقة بالخصوصية.
  - خصوصية الإنترنت – تتعلق بحق أو واجب الخصوصية الشخصية فيما يخص تخزين البيانات، أو إعادة استخدامها، أو توفيرها لأطراف ثالثة، أو عرض المعلومات المتعلقة بالشخص عبر الإنترنت. وقد تشمل الخصوصية معلومات تعريف شخصية (PII) أو معلومات غير تعريفية مثل سلوك الزائر على موقع الويب. تشير PII إلى أي معلومات يمكن استخدامها للتعرف على فرد معين. على سبيل المثال، يمكن للعمر والعنوان وحدهما تحديد هوية الفرد دون الحاجة إلى ذكر اسمه صراحة، حيث يرتبط هذان العاملان بشخص محدد.
- أمن الهاتف المحمول – الأمن المتعلق بالهواتف الذكية، خصوصًا فيما يتعلق بالمعلومات الشخصية والتجارية المخزنة عليها.
- حماية الشبكات – السياسات والإجراءات المعتمدة من قبل مدير الشبكة لمنع ومراقبة الوصول غير المصرح به، أو سوء الاستخدام، أو التعديل، أو الحجب لموارد الشبكة الحاسوبية القابلة للوصول. تشمل حماية الشبكة تفويض الوصول إلى البيانات الموجودة داخل الشبكة، ويتم التحكم بذلك من قبل مدير الشبكة.
  - مجموعة أدوات أمن الشبكة
  - أمن الإنترنت – أمن الحاسوب المرتبط تحديدًا بالإنترنت، وغالبًا ما يشمل أمن المتصفح، لكنه يشمل أيضًا أمن الشبكات بشكل أوسع كما ينطبق على التطبيقات أو أنظمة التشغيل الأخرى. هدفه هو وضع قواعد وتدابير لمواجهة الهجمات عبر الإنترنت. يمثل الإنترنت قناة غير آمنة لتبادل المعلومات، مما يؤدي إلى مخاطر عالية مثل التسلل أو الاحتيال، كالتصيد الاحتيالي. وقد استُخدمت طرق مختلفة لحماية نقل البيانات، بما في ذلك التشفير.
- الشبكة العنكبوتية العالمية – التعامل مع نقاط الضعف لدى المستخدمين الذين يزورون المواقع الإلكترونية. يمكن أن تشمل الجرائم الإلكترونية على الويب سرقة الهوية، والاحتيال، والتجسس، وجمع المعلومات الاستخباراتية. وقد أصبح الويب الوسيلة المفضلة للمجرمين لنشر البرمجيات الخبيثة.

## تهديدات أمن الحاسوب
طرق هجوم واستغلال شبكات الحاسوب
الهندسة الاجتماعية هي طريقة شائعة للهجوم، ويمكن أن تأخذ شكل تصيد احتيالي، أو تصيد احتيالي في عالم الشركات أو الحكومات، وكذلك المواقع المزيفة.
- مشاركة كلمات المرور والممارسات غير الآمنة في استخدام كلمات المرور
- سوء النقيلة
- جريمة سيبرانية –
  - مجرمو الحاسوب –
    - المخترقون الأمنيون – في سياق أمن الحاسوب، «المخترق» هو شخص يبحث عن نقاط ضعف ويستغلها في نظام حاسوب أو شبكة حاسوب.
      - كلمة سر –
      - كراك –
      - أطفال السيكربت –

    - قائمة مجرمي الحاسوب –

  - سرقة الهوية –
- عطل الحاسوب –
  - فشل نظام تشغيل والثغرات الأمنية
  - تعطل القرص الصلب – يحدث عندما يتعطل القرص الصلب ولا يمكن الوصول إلى المعلومات المخزنة فيه بواسطة حاسوب مُعد بشكل صحيح. قد يحدث تعطل القرص خلال التشغيل العادي، أو بسبب عامل خارجي مثل التعرض للنار أو الماء أو المجالات المغناطيسية العالية، أو التعرض لصدمه حادة أو تلوث بيئي، مما قد يؤدي إلى اصطدام رأس القراءة. استرجاع البيانات من قرص صلب معطل مشكلة مكلفة وصعبة. النسخ الاحتياطية ضرورية.
- جاسوسية رقمية –
  - هجوم الوسيط
  - فقدان الهوية المجهولة – عندما يصبح هوية الشخص معروفة. تحديد الأشخاص أو حواسيبهم يسمح بتتبع نشاطهم. على سبيل المثال، عندما يُطابق اسم شخص مع عنوان الآي بي الذي يستخدمه، يمكن تتبع نشاطه لاحقاً عبر مراقبة عنوان الآي بي.
    - ملف تعريف ارتباط
      - كائن مشترك محلي
      - إشارات الويب

    - برمجية تجسس
      - برمجية إعلانات

  - تجسس إلكتروني – الحصول على أسرار بدون إذن من حامل المعلومات (شخصية، حساسة، مملوكة أو مصنفة)، من أفراد أو منافسين أو مجموعات أو حكومات أو أعداء لتحقيق مكاسب شخصية أو اقتصادية أو سياسية أو عسكرية، باستخدام طرق عبر الإنترنت أو الشبكات أو الحواسيب الفردية من خلال تقنيات الاختراق والبرمجيات الخبيثة بما فيها أحصنة طروادة وبرمجيات التجسس. قد يتم ذلك عبر الإنترنت من محترفين جالسين على مكاتبهم في دول بعيدة، أو من خلال تسلل جواسيس تقليديين مدربين على الحاسوب، أو قد يكون عمل إجرامي من هاكرز هواة أو مبرمجين خبيثين أو لصوص.
    - تنصت
      - التنصت القانوني
      - قرصنة الشبكات اللاسلكية
      - التقاط حزم البيانات المارة بالشبكات (المعروف بـ packet sniffer) – يُستخدم بشكل رئيسي كأداة أمنية (بعدة طرق، منها كشف محاولات التسلل للشبكة)، يمكن استخدام محللات الحزم أيضاً للتجسس، لجمع معلومات حساسة (مثل تفاصيل تسجيل الدخول، الكوكيز، الاتصالات الشخصية) المرسلة عبر الشبكة، أو لاستخلاص البروتوكولات المملوكة المستخدمة على الشبكة. طريقة لحماية البيانات المرسلة عبر الشبكة مثل الإنترنت هي استخدام برنامج التعمية.
- حرب سيبرانية –
- برمجية استغلال – قطعة برمجية، أو جزء من بيانات، أو تسلسل أوامر يستغل خللاً أو ثغرة لإحداث سلوك غير مقصود أو غير متوقع في برنامج حاسوبي أو جهاز إلكتروني (عادة حاسوبي). يشمل هذا السلوك غالباً السيطرة على نظام الحاسوب، أو السماح بتصعيد الصلاحيات، أو هجوم حرمان من الخدمة.
  - حصان طروادة
  - فيروس حاسوب
  - دودة حاسوب
  - هجمات الحرمان من الخدمات – محاولة لجعل جهاز أو مورد شبكة غير متاح للمستخدمين المقصودين، عادةً من خلال جهود لقطع الخدمة مؤقتًا أو بشكل دائم لمضيف متصل بالإنترنت. إحدى الطرق الشائعة هي إغراق الجهاز المستهدف بطلبات اتصال خارجية لدرجة أنه لا يستطيع الرد على حركة المرور الشرعية أو يستجيب ببطء شديد ليصبح غير متاح فعليًا.
    - هجمات الحرمان من الخدمات (DDoS) – هجوم DoS يرسل من قبل شخصين أو أكثر.
- مخترق أمني
- برمجية خبيثة
  - فيروس حاسوب
  - دودة حاسوب
  - راصد لوحة مفاتيح – برنامج يقوم بـ راصد لوحة مفاتيح، وهي عملية تسجيل ضغطات المفاتيح على لوحة المفاتيح عادة بطريقة سرية بحيث لا يدرك المستخدم أن أفعاله مراقبة.[2] هناك أيضاً أجهزة راصد لوحة مفاتيح مزيفة (بالإنجليزية: HID spoofing) مثل جهاز USB يقوم بإدخال مفاتيح مخزنة عند الاتصال.
  - أدوات التأصيل – نوع خفي من البرمجيات، عادة خبيثة، مصممة لإخفاء وجود عمليات أو برامج معينة عن طرق الكشف العادية وتمكين استمرار الوصول المتميز إلى الحاسوب.[3] مصطلح rootkit هو دمج لكلمتي "root" (الاسم التقليدي للحساب المتميز في أنظمة تشغيل يونكس) و"kit" (تشير إلى مكونات البرمجيات التي تنفذ الأداة).
  - برمجية تجسس
  - حصان طروادة
- فقدان البيانات –
  - حذف الملفات –
  - برمجيات منع فقدان البيانات
- كارثة طبيعية – الحريق، الفيضان، إلخ، قد يتسبب بفقدان الحواسيب والبيانات. يمكن للحريق أو الماء مثلاً أن يؤدي إلى تعطل القرص الصلب. الزلازل قد تؤدي إلى توقف مراكز البيانات. لهذا السبب تستخدم الشركات الكبرى تقنيات موازنة الحمل (حوسبة) وfailover لضمان تخطيط استمرارية العمل.
- الحمولة – كود خبيث يُسلَّم إلى حاسوب معرض للخطر، غالبًا متنكر كشيء آخر.
- الفقدان المادي – فقدان حاسوب (مثلًا بسبب حريق أو ترك الحاسوب المحمول في حافلة) يؤدي إلى فقدان البيانات، إلا إذا كان هناك نسخ احتياطي.
  - السرقة المادية – عندما يأخذ شخص ممتلكات بدون إذن ويعتبرها ملكه. عند سرقة الحاسوب، تُفقد البيانات أيضًا، ما لم يكن هناك نسخ احتياطي.
    - سرقة الحاسوب المحمول – سرقة حاسوب محمول. ضحايا سرقة الحواسيب المحمولة قد يفقدون الأجهزة، البرامج، والبيانات المهمة التي لم تُنسخ احتياطيًا. اللصوص قد يصلون أيضاً إلى بيانات حساسة ومعلومات شخصية. بعض الأنظمة تفوض الوصول بناءً على بيانات مخزنة في الحاسوب المحمول تشمل عناوين MAC، ملفات تعريف الارتباط، مفاتيح التشفير وكلمات المرور المخزنة.
- نقطة الضعف
  - ثغرة قابلة للاستغلال – ثغرة يوجد لها برمجية استغلال
  - منفذ مفتوح – رقم منفذ TCP أو UDP مهيأ لقبول الحزم. المنافذ جزء أساسي من نموذج اتصال الإنترنت – هي القناة التي عبرها يمكن لتطبيقات الحاسوب العميل الوصول إلى برامج الخادم. الخدمات مثل صفحات الويب أو FTP تتطلب أن تكون منافذها "مفتوحة" على الخادم لكي تكون متاحة للجمهور. كون المنفذ "مفتوحاً" (قابل للوصول) لا يكفي لإنشاء قناة اتصال. يجب أن يكون هناك تطبيق (خدمة) يستمع على هذا المنفذ، يقبل الحزم الواردة ويعالجها. المنافذ المفتوحة تكون عرضة للخطر عندما يكون هناك خدمة تستمع ولا توجد جدران حماية تحجب الحزم الواردة إليها.
  - ثغرة أمنية
- هجوم دون انتظار
- مخترق

## الدفاعات الحاسوبية وتدابير الأمن
- تحكم بالوصول
- المصادقة
  - مصادقة متعددة العوامل
- التفويض
- جدران الحماية وأمن الإنترنت
- جدار الحماية
  - ثغرة جدار الحماية
    - ثقب NAT
      - تثقيب ثقب تي سي بي
      - تثقيب ثقب يو دي بي
      - تثقيب ثقب آي سي إم بي

  - جدار الحماية من الجيل التالي
  - جدار الحماية الافتراضي
  - جدار الحماية الرسمي
  - التحكم في الوصول على أساس السياق
  - المنزل المزدوج
  - مرشح آي بي
  - زون ألارم
  - لينكس قدرات جدار الحماية
    - دبيان
      - فياتا
        - فيوس

    - مشروع موجه بي سي دي
    - فري بي إس دي
      - مونوال
      - جدار الحماية IP
      - أو بي إن سينس
      - بي اف سينس
- نظام كشف البابونج
- نظام كشف النقاب
- بوابة آمنة متنقلة

### التحكم بالوصول
تحكم بالوصول – التقييد الانتقائي للوصول إلى مكان أو مورد آخر. قد يعني الفعل بالوصول الاستهلاك، أو الدخول، أو الاستخدام. إذن الوصول إلى مورد ما يسمى التفويض.
- التحكم بالوصول للحاسوب – يشمل التفويض، والمصادقة، والموافقة على الوصول، والتدقيق.
  - تفويض (أمن البيانات) – وظيفة تحديد حقوق الوصول إلى موارد الحاسوب. "التفويض" يعني تعريف سياسة وصول. على سبيل المثال، عادةً ما يُفوض موظفو الموارد البشرية بالوصول إلى سجلات الموظفين وقد تُرسخ هذه السياسة كقواعد تحكم بالوصول في نظام الحاسوب. أثناء التشغيل، يستخدم النظام قواعد التحكم بالوصول ليقرر ما إذا كانت طلبات الوصول من المستخدمين (المصادق عليهم) ستُوافق (تُمنح) أم تُرفض. الموارد تشمل ملفات فردية أو بيانات عنصر ما، وبرامج الحاسوب، وأجهزة الحاسوب، والوظائف التي توفرها التطبيقات الحاسوبية. أمثلة على المستخدمين هم مستخدمو الحاسوب، وبرامج الحاسوب، وأجهزة أخرى تحاول الوصول إلى البيانات على الحاسوب.
  - المصادقة – فعل تأكيد هوية المستخدم. في هذا السياق، المستخدم هو شخص يستخدم الحاسوب، أو برنامج حاسوبي، أو جهاز آخر يحاول الوصول إلى بيانات على الحاسوب.
    - المستخدم – هوية نظام فريدة لكل مستخدم. تسمح للمستخدم بالمصادقة (تسجيل الدخول) إلى النظام ومنحه تفويضًا للوصول إلى الموارد المقدمة أو المتصلة بالنظام؛ مع ذلك، المصادقة لا تعني التفويض. لتسجيل الدخول إلى حساب، يُطلب من المستخدم عادةً المصادقة باستخدام كلمة سر أو بيانات اعتماد أخرى لأغراض المحاسبة، والأمن، والتسجيل، وإدارة الموارد.
    - كلمة سر – كلمة أو سلسلة حروف تُستخدم لمصادقة المستخدم لإثبات الهوية أو الموافقة على الوصول للحصول على حق الوصول إلى مورد (مثل: رمز دخول هو نوع من كلمات السر)، وينبغي الحفاظ على سريتها لمن لا يسمح لهم بالوصول.

  - الموافقة على الوصول (تحكم الوصول بالحاسوب) –
  - التدقيق –
- أمن مادي – حماية الممتلكات والأشخاص من الضرر أو الأذى (مثل السرقة، أو التجسس، أو الهجمات الإرهابية). يشمل تدابير أمنية تهدف إلى منع الوصول غير المصرح به إلى المرافق (مثل غرفة الحاسوب)، والمعدات (مثل حاسوبك)، والموارد (مثل أجهزة تخزين البيانات والبيانات على حاسوبك). إذا سُرق حاسوب، تذهب البيانات معه. بالإضافة إلى السرقة، فإن الوصول المادي إلى الحاسوب يسمح بالتجسس المستمر، مثل تركيب جهاز مفتاح الجهاز، وهكذا. من مكونات أنظمة الأمن المادي:
  - قفلات – قد تُستخدم الأقفال لتأمين مبنى أو غرفة يوجد بها الحاسوب. وقد تُستخدم أيضًا على أغطية الحاسوب لمنع فتح الحاسوب لإزالة أو تبديل الأجزاء، أو تركيب مكونات غير مصرح بها. وقد تُستخدم أيضًا على الحاسوب لمنعه من التشغيل أو الاستخدام دون مفتاح مادي. هناك أيضًا أقفال لتثبيت الكابلات على الحواسيب المحمولة لمنع سرقتها.
    - قفل الكمبيوتر –

  - جهاز الإنذارات –
  - حواجز أمنية – مثل الأسوار والجدران.
  - حارس أمنات –
  - برنامج استعادة السرقة – مثل لوجاك للسيارات، برامج استرجاع السرقة للحواسيب المكتبية والمحمولة.

### أمن التطبيقات
أمن التطبيقات
- مضاد الفيروسات
- الترميز الآمن
- التصميم الآمن
- أنظمة تشغيل آمنة

### أمن البيانات
أمن البيانات – حماية البيانات، مثل قاعدة البيانات، من القوى المدمرة والإجراءات غير المرغوبة للمستخدمين غير المصرح لهم.

### خصوصية المعلومات
- خصوصية المعلومات – العلاقة بين جمع ونشر البيانات، والتقنية، وتوقع الجمهور للخصوصية، والقضايا القانونية والسياسية المحيطة بها. توجد مخاوف الخصوصية حيثما يتم جمع وتخزين معلومات يمكن التعرف على الأفراد من خلالها أو معلومات حساسة أخرى – سواء بشكل رقمي أو غير ذلك. يمكن أن يكون التحكم غير الصحيح أو الغائب في الإفصاح هو السبب الجذري لمشاكل الخصوصية.
  - خصوصية الإنترنت – تتعلق بحق أو التفويض بالخصوصية الشخصية فيما يخص تخزين المعلومات وإعادة استخدامها، وتوفيرها لأطراف ثالثة، وعرض المعلومات المتعلقة بالفرد عبر الإنترنت. يمكن أن تتضمن الخصوصية معلومات التعريف الشخصية (PII) أو معلومات غير تعريفية مثل سلوك زائر الموقع الإلكتروني. PII تشير إلى أي معلومات يمكن استخدامها لتحديد هوية الفرد. على سبيل المثال، قد يكفي العمر والعنوان الفعلي وحدهما لتحديد هوية شخص دون الكشف عن اسمه صراحةً، لأن هذين العاملين يرتبطان بشخص محدد.

### أمن الهاتف المحمول
- أمن الهاتف المحمول – الأمن المتعلق بالهواتف الذكية، وخاصة المعلومات الشخصية والتجارية المخزنة عليها.

### حماية الشبكات
- حماية الشبكات – الأحكام والسياسات التي يتبناها مدير الشبكة لمنع ومراقبة الوصول غير المصرح به، وسوء الاستخدام، والتعديل، أو إنكار خدمات شبكة الحاسوب ومواردها المتاحة عبر الشبكة. يتضمن أمن الشبكات تفويض الوصول إلى البيانات في الشبكة، والذي يتحكم فيه مدير الشبكة.
  - أمن الإنترنت – أمن الحاسوب المتعلق بالإنترنت بشكل خاص، ويشمل عادةً أمان المتصفح، وكذلك أمن الشبكة على مستوى أوسع كما ينطبق على التطبيقات أو أنظمة التشغيل الأخرى ككل. هدفه وضع قواعد وإجراءات لمواجهة الهجمات عبر الإنترنت. الإنترنت قناة غير آمنة لتبادل المعلومات مما يؤدي إلى مخاطر عالية من التسلل أو الاحتيال، مثل التصيد الاحتيالي. استُخدمت طرق مختلفة لحماية نقل البيانات، منها التشفير.
    - شبكة خاصة افتراضية (في بي إن) – تمديد شبكة خاصة عبر شبكة عامة مثل الإنترنت. تمكن جهاز حاسوب أو جهاز قادر على الشبكة من إرسال واستقبال البيانات عبر الشبكات المشتركة أو العامة كما لو كان متصلاً مباشرة بالشبكة الخاصة، مع الاستفادة من وظائف وسياسات الأمان والإدارة الخاصة بالشبكة الخاصة.[4] تُنشأ الشبكة الافتراضية الخاصة عن طريق إنشاء اتصال نقطة إلى نقطة افتراضي باستخدام وصلات مخصصة، أو بروتوكولات الأنفاق الافتراضية، أو تشفير حركة البيانات.
      - حزمة أمن بروتوكول الإنترنت – مجموعة بروتوكولات لتأمين اتصالات بروتوكول الإنترنت (IP) عن طريق مصادقة وتشفير كل حزمة IP في جلسة الاتصال. يشمل IPsec بروتوكولات لإنشاء مصادقة متبادلة بين الأطراف في بداية الجلسة والتفاوض على مفاتيح التشفير التي ستُستخدم خلال الجلسة. يمكن استخدام IPsec في حماية تدفقات البيانات بين مضيفين (من مضيف إلى مضيف)، أو بين بوابتين أمان (شبكة إلى شبكة)، أو بين بوابة أمان ومضيف (شبكة إلى مضيف).
      - أوبن في بي إن – برنامج مفتوح المصدر ينفذ تقنيات الشبكة الخاصة الافتراضية لإنشاء اتصالات آمنة نقطة إلى نقطة أو موقع إلى موقع في تكوينات موجهة أو مدمجة ووسائل وصول عن بعد. يستخدم بروتوكول أمان مخصص يعتمد على SSL/TLS لتبادل المفاتيح. قادر على عبور محولات عناوين الشبكة (NAT) والجدران النارية. كتبه جيمس يونان وينشر تحت رخصة جنو العمومية (GPL).

### أمان الشبكة العنكبوتية العالمية
- الشبكة العنكبوتية العالمية – التعامل مع نقاط ضعف المستخدمين الذين يزورون المواقع الإلكترونية. يمكن أن تشمل الجرائم الإلكترونية على الويب سرقة الهوية، الاحتيال، التجسس وجمع المعلومات الاستخباراتية. بالنسبة للمجرمين، أصبح الويب الوسيلة المفضلة لنشر البرمجيات الخبيثة.

## تاريخ أمان الحاسوب
- تاريخ أمان الحاسوب [الإنجليزية]

## صناعة أمان الحاسوب

### برامج أمان الحاسوب
- مضاد فيروسات (برمجيات)
  - قائمة برامج الحماية من الفيروسات (ومقارنة)
- برنامج التعمية
  - قائمة أنظمة الملفات التشفيرية
  - بي جي بي
- جدار الحماية
  - قائمة جدران الحماية
  - قائمة توزيعات أجهزة التوجيه وجدران الحماية

### مختبرات الاختبار
- AV-TEST – منظمة مستقلة تقوم بتقييم وتصنيف مضاد الفيروسات وبرمجيات أمن الحاسوب[5] لأنظمة تشغيل مايكروسوفت ويندوز وأندرويد،[6] وفقاً لمجموعة من المعايير. كل شهرين، ينشر الباحثون نتائج اختباراتهم،[7][8] حيث يسردون المنتجات التي منحوا شهاداتهم لها.[9] المنظمة مقرها في ماجديبورغ، ألمانيا.[7][9]
- ICSA Labs – قسم مستقل من Verizon Business يختبر ويمنح شهادات لبرمجيات أمان الحاسوب (بما في ذلك مضادات التجسس، مضادات الفيروسات، ومنتجات الجدران النارية)، مقابل رسوم.
- Virus Bulletin – مجلة تجري اختبارات لبرمجيات مضادة للفيروسات. تركز المجلة على الوقاية والكشف وإزالة البرمجيات الخبيثة والبريد المزعج. وتقدم بانتظام تحليلات لأحدث تهديدات الفيروسات، مقالات عن التطورات الجديدة في مكافحة الفيروسات، مقابلات مع خبراء مضادات الفيروسات، وتقييمات للمنتجات الحالية المضادة للبرمجيات الخبيثة.
- West Coast Labs – تختبر منتجات أمان الحاسوب مقابل رسوم. برنامج شهادة تشيكمارك ينشر نتائج الاختبارات للجمهور.[10]

### شركات أمان الحاسوب
- مكافي – شركة أمريكية عالمية لبرمجيات أمان الحاسوب مقرها في سانتا كلارا، كاليفورنيا، وأكبر شركة متخصصة في تقنيات الأمان على مستوى العالم.[11] في 28 فبراير 2011، أصبحت مكافي شركة تابعة مملوكة بالكامل لشركة إنتل.[12][13] في بداية 2014، أعلنت إنتل عن إعادة تسمية مكافي إلى Intel Security.[14]
- Secunia – شركة أمريكية لأمان الحاسوب تقدم برمجيات في مجال vulnerability management وأمان الحواسيب الشخصية وإدارة التصحيحات.

### منشورات أمن الحاسوب

#### الدوريات والمجلات
- 2600: المجلة الفصلية للهاكر – مقالات تقنية وسياسية تهم مجتمع أمن الإنترنت
- نشرة الفيروسات – مجلة عن الوقاية، والكشف، وإزالة البرمجيات الخبيثة والبريد المزعج. تتضمن بانتظام تحليلات لأحدث تهديدات الفيروسات، ومقالات تستكشف التطورات الجديدة في مكافحة الفيروسات، ومقابلات مع خبراء مكافحة الفيروسات، وتقييمات لمنتجات مكافحة البرمجيات الخبيثة الحالية.

#### كتب في أمن الحاسوب
- فن الخداع
- فن الاختراق
- التشفير: كيف تغلب متمردو الشفرات على الحكومة - إنقاذ الخصوصية في العصر الرقمي
- بيضة الوقواق: تتبع جاسوس عبر متاهة التجسس الحاسوبي – كتاب صدر عام 1989 كتبه كليفورد ستول. سرد لشخصية للمطاردة هاكر اخترق حاسوبًا في مختبر لورانس بيركلي الوطني.
- سيبر بانكس
- لجدران النارية وأمن الإنترنت: صد الهاكر الماكر
- مكافحة الهاكر
- دليل الهاكر
- القرصنة: فن الاستغلال
- خارج الدائرة الداخلية
- المؤامرة لاختراق أمريكا
- فريق صيد برامج الفدية
- الخداع العكسي
- تحت الأرض

##### كتب في التشفير
- كتب في التشفير

## مجتمع الأمن السيبراني

### مجتمعات الأمن السيبراني
- مجتمع الأمن السيبراني في المملكة المتحدة  [لغات أخرى]‏ –

### منظمات أمن الحاسوب

#### أكاديمية
- مركز أبحاث وتأهيل أمن المعلومات  [لغات أخرى]‏ – مركز للأبحاث والتعليم في أمن المعلومات للبنى التحتية الحاسوبية والاتصالات يقع في جامعة بوردو.[15]
- مركز تنسيق CERT  [لغات أخرى]‏ – برنامج تابع لـجامعة كارنيغي ميلون يطور طرق وتقنيات متقدمة لمواجهة التهديدات السيبرانية الكبيرة والمعقدة بالشراكة مع برامج أكاديمية أخرى والوكالات الحكومية وإنفاذ القانون. قاعدة معرفة CERT تجمع معلومات عن حوادث أمن المعلومات.[16]
- مركز أمن المعلومات في جورجيا تك – قسم في معهد جورجيا للتكنولوجيا يتعامل مع قضايا أمن المعلومات مثل التشفير، أمن الشبكات، الحوسبة الموثوقة، موثوقية البرمجيات، الخصوصية، وحوكمة الإنترنت.[17]
- مجموعة البرمجة الآمنة في جامعة أولو  [لغات أخرى]‏ – تدرس، تقيم، وتطور طرق تنفيذ واختبار تطبيقات وأنظمة البرمجيات لمنع، اكتشاف، وإزالة ثغرات أمنية على مستوى التنفيذ بشكل استباقي. التركيز على قضايا أمن مستوى التنفيذ واختبار أمان البرمجيات.

#### تجارية
- جمعية أمن المعلومات الأسترالية  [لغات أخرى]‏ – تعرف أيضاً بـAISA، تضم أعضاء مدفوعي الاشتراك في فروع عبر أستراليا لمراقبة حالة أمن المعلومات.[18]
- وحدة الجرائم الرقمية في مايكروسوفت – فريق برعاية مايكروسوفت من خبراء قانونيين وتقنيين دوليين لوقف أو التدخل في الجرائم السيبرانية والتهديدات الإلكترونية.[19]

#### وكالات حكومية
- شبكة الأبحاث الأكاديمية في سلوفينيا  [لغات أخرى]‏ – المسؤولة عن تطوير، تشغيل وإدارة شبكة الاتصالات والمعلومات للتعليم والبحث. تشمل SI-CERT، فريق الاستجابة للطوارئ الحاسوبي في سلوفينيا.
- وكالة أمن الاتصالات الكندية – تعرف أيضاً بـCCIRC، برنامج حكومي كندي تحت وزارة السلامة العامة. يراقب التهديدات، ينسق الاستجابات الوطنية، ويحمي البنية التحتية الحيوية الوطنية ضد الحوادث السيبرانية.[20]
- قوة الدفاع السيبراني النرويجية  [لغات أخرى]‏ – فرع من القوات المسلحة النرويجية مسؤول عن الاتصالات العسكرية والحرب السيبرانية الهجومية والدفاعية في النرويج.[21]
- أصدرت وزارة الدفاع الأمريكية (DoD) توجيه DoD Directive 8570 في عام 2004، وضمّنته بتوجيه DoD Directive 8140، الذي يتطلب من جميع موظفي وزارة الدفاع وجميع المتعاقدين معها المشاركين في أدوار وأنشطة تأمين المعلومات الحصول على والحفاظ على شهادات تكنولوجيا المعلومات المعترف بها في الصناعة لضمان أن جميع موظفي الوزارة المعنيين بالدفاع عن بنية الشبكة لديهم الحد الأدنى من المعرفة، والمهارات، والقدرات المعترف بها في الصناعة. يذكر أندرسون ورايمرز (2019) أن هذه الشهادات تتراوح من شهادة CompTIA A+ وSecurity+ إلى شهادة CISSP من ICS2.org وغيرها.[22]

##### وكالات إنفاذ القانون
شرطة إنترنت – أقسام الشرطة والشرطة السرية وغيرها من وكالات إنفاذ القانون المسؤولة عن مراقبة الإنترنت. الأغراض الرئيسية لشرطة الإنترنت، حسب الدولة، هي مكافحة الجريمة السيبرانية، بالإضافة إلى الرقابة، والدعاية، ورصد وتوجيه الرأي العام على الإنترنت.
- قيادة الفضاء السيبراني للقوات الجوية (مؤقتة) – قيادة مقترحة للقوات الجوية الأمريكية كانت في حالة مؤقتة. في 6 أكتوبر 2008، تم نقل مهمة الفضاء السيبراني للقوات الجوية إلى القيادة السيبرانية للولايات المتحدة.[23]
- مركز الجرائم الإلكترونية بوزارة الدفاع – المعروف أيضًا باسم DC3، هو وكالة في وزارة الدفاع (الولايات المتحدة) تقدم الدعم الرقمي الجنائي لوزارة الدفاع ووكالات إنفاذ القانون الأخرى. يركز DC3 بشكل رئيسي على التحقيقات الجنائية، ومكافحة التجسس، ومكافحة الإرهاب، والتحقيقات في الاحتيال.[24]
- فرع الجرائم، السيبرانية، الاستجابة، والخدمات في مكتب التحقيقات الفيدرالي – المعروف أيضًا باسم CCRSB، هو قسم داخل مكتب التحقيقات الفيدرالي مسؤول عن التحقيق في جرائم معينة بما في ذلك جميع جريمة سيبرانية المتعلقة بمكافحة الإرهاب، مكافحة التجسس، والتهديدات الجنائية ضد الولايات المتحدة.[25]
- قسم الإنترنت في مكتب التحقيقات الفيدرالي – قسم في مكتب التحقيقات الفيدرالي يتولى الجهود الوطنية للتحقيق والملاحقة في جرائم الإنترنت، بما في ذلك "الإرهاب السيبراني، والتجسس، والتسلل إلى الحواسيب، والاحتيال السيبراني الكبير." يستخدم هذا القسم المعلومات التي يجمعها أثناء التحقيق لإعلام الجمهور باتجاهات الجريمة السيبرانية الحالية.[26] يركز على ثلاثة أولويات رئيسية: التسلل إلى الحاسوب، سرقة الهوية، والاحتيال الإلكتروني. تم إنشاؤه في 2002.[27]
- وكالة الأمن القومي الأمريكية – مكتب الولايات المتحدة المسؤول عن الأمن السيبراني الوطني وحماية الاتصالات العسكرية.[28]
- فريق الاستعداد لطوارئ الحاسوب بالولايات المتحدة – المعروف أيضًا باسم فريق الاستجابة لطوارئ الحاسوب في الولايات المتحدة، منظمة داخل مديرية الحماية والبرامج الوطنية في وزارة الأمن الداخلي؛ فرع من مركز التكامل الوطني للأمن السيبراني والاتصالات.[29] مسؤول عن تحليل وتقليل التهديدات السيبرانية، ونشر تحذيرات التهديدات السيبرانية، وتنسيق أنشطة الاستجابة للحوادث.[30]
- القيادة السيبرانية للولايات المتحدة – هي قيادة مقاتلة موحدة تابعة للقوات المسلحة الأمريكية تحت سلطة القيادة الاستراتيجية للولايات المتحدة الأمريكية. توحد القيادة عمليات الفضاء الإلكتروني، وتنظم الموارد السيبرانية الموجودة وتنسق دفاع شبكات الجيش الأمريكي.[31]

#### مؤسسات غير ربحية مستقلة
- الجمعية الأسترالية لأمن المعلومات – منظمة للأفراد بدلاً من الشركات تهدف إلى الحفاظ على نظرة غير متحيزة لأمن المعلومات في أستراليا. تنظم مؤتمرين سنويًا.
- مؤسسة بطاقة المعلومات – أنشأتها شركات Equifax، Google، Microsoft، Novell، Oracle Corporation، PayPal وآخرون، لتعزيز نهج بطاقة المعلومات. بطاقات المعلومات هي هويات رقمية شخصية يمكن للأشخاص استخدامها عبر الإنترنت، وهي المكون الرئيسي لأنظمة الهوية.
- منظمة أمن المعلومات
- الجمعية الدولية لأمن الحاسوب
- مؤسسة مراقبة الإنترنت
- أواسب

##### مواقع ويب مستقلة
- أتريشن – موقع متعلق بأمن المعلومات، يتم تحديثه على الأقل أسبوعيًا من قبل طاقم متطوع بالكامل. قسم "الأخطاء" مخصص للإشارة إلى الأخطاء، السهو، وغيرها من المشاكل في وسائل الإعلام السائدة المتعلقة بأمن الحاسوب والقرصنة. بالإضافة إلى ذلك، ينشر أعضاء الطاقم مقالات رأي مثل "صرخات أمنية" تشير إلى مشاكل صناعة أمن الحاسوب.

## أشخاص مؤثرون في أمن الحاسوب
- جون مكافي – أسس شركة McAfee Associates (التي عرفت لاحقًا باسم McAfee, Inc.; Intel Security) في عام 1987، واستقال من الشركة في 1994. في مؤتمر DEF CON في لاس فيغاس، نيفادا في أغسطس 2014، حذر الأمريكيين من استخدام الهواتف الذكية، مشيرًا إلى أن التطبيقات تُستخدم للتجسس على المستهلكين غير المدركين الذين لا يقرأون اتفاقيات خصوصية المستخدم.[32]
- روس جاي أندرسون
- آني أنتون
- آدم باك
- دانييل يوليوس بيرنشتاين
- ستيفان براند
- ل. جين كامب
- لوري كرانور
- سينثيا دوورك - عالمة تشفير. من بين إنجازاتها الأخرى، مسؤولة عن التكنولوجيا وراء بيتكوين.
- ديبورا إيسترين
- جوان فيغينباوم
- يان غولدبرغ
- شافريرا غولدفاسر
- لورنس أ. جوردان
- بيتر غوتمان
- بول كوخر
- مونيكا إس. لين -- أستاذة علوم الحاسوب في جامعة ستانفورد، ومديرة مختبر الحوسبة الاجتماعية المتنقلة (بالإنجليزية: MobiSocial Computing Laboratory)، وتشارك في مشروع الإنترنت المحمول القابل للبرمجة 2020 التابع للمؤسسة الوطنية للعلوم.
- بريان لاماخيا
- كيفين ميتنيك
- بروس شناير
- داون سونغ
- جيني سبافورد
- موتي يونغ — عالم تشفير إسرائيلي يعمل حاليًا في بحوث جوجل.

- فيل زيمرمان – منشئ برنامج التشفير خصوصية جيدة جدًا، السلف لبي جي بي. كما يعرف بعمله في بروتوكولات تشفير الاتصالات الصوتية عبر الإنترنت (VoIP)، خصوصًا ZRTP وZfone. وكان مصممًا رئيسيًا لبروتوكول الاتفاق على المفتاح التشفيري (نموذج "منظمة") لمعيار يو إس بي اللاسلكي.

## وصلات خارجية
- نهج الدفاع الطبقي للأمن مالاي أوبادهيّا (Cyberoam)، يناير 2014
- Arcos Sergio. الهندسة الاجتماعية. Sancho Rivera.
- اتجاهات في أمن المعلومات دان جير (المؤلف)، نوفمبر 2013
- المشاركة بأمان نسخة محفوظة 2014-09-26 على موقع واي باك مشين.، دليل لتهديدات الأمن الإلكتروني من وجهة نظر منظمات الحريات المدنية. مرخص بموجب رخصة جنو للوثائق الحرة.
- مقال "لماذا أمن المعلومات صعب – منظور اقتصادي[usurped]" لـ روس جاي أندرسون
- معجم أمن المعلومات
- أفضل 20 ضابط أمني حرجة للإنترنت من SANS
- أميت سينغ: لمحة عن أمن الحاسوب نسخة محفوظة 2015-02-02 على موقع واي باك مشين. 2004
- لا تباطؤ في الأفق لهجمات الإنترنت 26 يوليو 2012 يو إس إيه توداي
- معجم أمن الإنترنت
- الأمن السيبراني: تقارير موثوقة وموارد حسب الموضوع خدمة أبحاث الكونغرس

أمن ويندوز 7
- الدليل النهائي لأمن ويندوز 7

أمن ويندوز 8
أمن ماك
أمن لينكس
- الأمن المتعمق لبرمجيات لينكس: منع وتخفيف أخطاء الأمن (PDF)

تنبيهات التهديد وقوائم تتبع الثغرات
- قوائم التحذيرات حسب المنتج قوائم الثغرات المعروفة غير المصححة من سيكونيا
- الثغرات من التركيز الأمني، بما في ذلك قائمة بريد بوغتراك.
- قائمة الثغرات التي تديرها حكومة الولايات المتحدة الأمريكية